# Klobuk (Republika Serbska)
Klobuk (serb. Клобук) – wieś w Bośni i Hercegowinie, w Republice Serbskiej, w mieście Trebinje. W 2013 roku liczyła 24 mieszkańców.